# Margit Theorell
Elin Margit Elisabeth Theorell, född Alenius den 4 november 1907 i Nyköping, död den 22 februari 2002 i Johannes församling, Stockholm, var en svensk cembalist och pianist. 

## Biografi
Margit Theorell växte upp i Stockholm och började sina pianostudier i Richard Anderssons musikskola. Av sin lärare Astrid Berwald blev hon rekommenderad fortsatta studier i Leipzig för bland andra Max von Pauer. Under tiden där fick hon 1929 sitt första engagemang i Stockholms konserthus, med Mozarts Ess-dur-konsert under Adolf Wiklunds ledning. Tillbaka i Stockholm 1930 blev hon själv lärare vid Richard Anderssons musikskola och gjorde flera konsertframträdanden, bland annat i radio. Hon studerade också för Edwin Fischer i Berlin.
År 1931 gifte hon sig med professorn och Nobelpristagaren Hugo Theorell. I samband med bröllopsresan till Paris studerade hon en tid för Wanda Landowska, som väckt ett nytt intresse för cembaloinstrumentet. Margit Theorell kom därmed att bli och en av de första cembalisterna i Sverige. Hon lärde också känna den tyska cembalisten Eta
Harich-Schneider, som hon tog lektioner för och inbjöd till Stockholm för att ge konserter.
Livet med Hugo Theorell innebar, förutom en växande familj med barnen Klas, Henning och Töres, många utlandsresor och stort internationellt umgänge, inte minst med Konserthusets gästsolister och dirigenter. Hugo Theorell var en skicklig violinist och under många år ordförande i Stockholms Konsertförening och Mazerska kvartettsällskapet. År 1946 efterträdde hon Ingrid Kjällström som cembalist i Konsertföreningen och blev medlem av Filharmonins kammarensemble. Samtidigt började hon undervisa vid Kungliga Musikhögskolan och var ordinarie lärare från 1951. Solistengagemangen fortsatte under denna tid, såväl som kammarmusicerandet i Mazerska kvartettsällskapet och solist- och orkestermedverkan vid Drottningholmsteaterns konserter och operaföreställningar 1939–1966. 

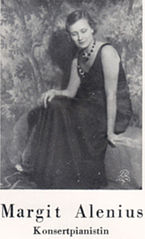
Margit Alenius 1931

Som lärare har hon haft stor betydelse för blivande cembalister och kyrkomusiker. Många elever gavs tillfälle att medverka i Stockholms musikliv. Hon ordnade också regelbundet kammarmusikkonserter med unga musiker på Wenner-Gren Center för gästforskarna och deras familjer. Bland eleverna märks Eva Nordenfelt, hennes efterträdare vid Musikhögskolan 1976, Lennart Hedwall och Anders Öhrwall.
Makarna Theorell är begravda på Norra begravningsplatsen utanför Stockholm.